# Millville (Massachusetts)
Millville és una població dels Estats Units a l'estat de Massachusetts. Segons el cens del 2000 tenia 2.724 habitants.

## Demografia
Segons el cens del 2000, Millville tenia 2.724 habitants, 923 habitatges, i 719 famílies. La densitat de població era de 213,3 habitants/km².
Dels 923 habitatges en un 44,6% hi vivien nens de menys de 18 anys, en un 63,8% hi vivien parelles casades, en un 9,8% dones solteres, i en un 22% no eren unitats familiars. En el 15,5% dels habitatges hi vivien persones soles el 5,9% de les quals corresponia a persones de 65 anys o més que vivien soles. El nombre mitjà de persones vivint en cada habitatge era de 2,95 i el nombre mitjà de persones que vivien en cada família era de 3,33.
Per edats la població es repartia de la següent manera: un 31,2% tenia menys de 18 anys, un 6,1% entre 18 i 24, un 37,1% entre 25 i 44, un 17,5% de 45 a 60 i un 8,1% 65 anys o més.
L'edat mediana era de 34 anys. Per cada 100 dones de 18 o més anys hi havia 93,3 homes.
La renda mediana per habitatge era de 57.000 $ i la renda mediana per família de 61.513$. Els homes tenien una renda mediana de 42.407 $ mentre que les dones 29.758$. La renda per capita de la població era de 20.497$. Entorn del 4,6% de les famílies i el 5,8% de la població estaven per davall del llindar de pobresa.